# Васил Симов (зала)
Вижте пояснителната страница за други личности с името Васил Симов.
Зала „Васил Симов“ е спортен комплекс в София.
Съоръжението е наименувано на покойния български волейболист и треньор Васил Симов. В залата се провеждат домакинските мачове на волейболните тимове на ЦСКА (мъже и жени). Освен това, в нея тренират различни юношески формации на „армейците“. Капацитетът на съоръжението е 1000 зрители. З. „Васил Симов“ е домакин на много детски и юношески турнири.

## Автобуси
Преминаващи линии: автобуси 1 и 6.

## Проблеми с държавата
Залата се води общинска и това е причината през годините от ЦСКА да водят преговори с държавата. Президентът на тима Сашо Попов е провел десетки срещи с министри на спорта, тъй като „армейците“ са единственият отбор в България, който има подобен проблем с базите си. На този етап все още няма решение, което да удовлетворява отборът, който стопанисва това съоръжение през последните няколко години.